# Лопатин, Евгений Иванович
Евгений Иванович Лопатин (26 декабря 1917, Балашов — 21 июля 2011, Москва) — советский тяжелоатлет, серебряный призёр Олимпийских игр в Хельсинки (1952). Заслуженный мастер спорта СССР, судья всесоюзной категории (1957). Отличник физической культуры (1947).

## Биография
В 1921 году от холеры умер его отец, в 1927 году семья переехала в Саратов, где Евгений окончил Саратовский политехникум Рязано-Уральской железной дороги и получил звание «электрик первого разряда». В 1937 году поступил в Ленинградский текстильный институт, но через две недели бросил занятия и вернулся в Саратов, где его приняли в Институт механизации сельского хозяйства им. М. И. Калинина.
В конце 1937 года побывал на встрече с приехавшим в Саратов автором первого в СССР учебника по тяжёлой атлетике Николаем Ивановичем Лучкиным, и решил заняться этим видом спорта. Уже в марте 1938 года он стал чемпионом области в полулёгком весе, а год спустя выполнил норму мастера спорта в весе до 60 кг. В мае 1940 года в составе сборной Саратовской области участвовал в лично-командном первенстве СССР в Минске, где занял лишь 9-е место. Летом 1940 года Евгений Лопатин с женой и сыном Сергеем переехал в Ленинград, где поступил в Ленинградский электротехнический институт им. В. И. Ульянова-Ленина и практически сразу вошёл в сборную города по тяжёлой атлетике.
С началом Великой Отечественной войны был призван во 2-е ленинградское стрелково-пулемётное пехотное училище. После установления блокады Ленинграда училище было вывезено в город Глазов в Удмуртии (жена и оба сына Евгения остались в Ленинграде, младший сын вскоре умер). Весной 1942 года сразу после окончания училища забрали на курсы командиров рот. По окончании курсов он был направлен на Сталинградский фронт, в качестве командира роты противотанковых ружей, в звании лейтенанта. Воевал в составе 120-й стрелковой дивизии 66-й армии. В конце сентября 1942 года в бою под Ерзовкой был ранен пулемётной очередью в левую руку. Будучи отправлен на лечение, оказался в родном Саратове, где встретился с эвакуированными из Ленинграда женой и сыном. После госпиталя был направлен преподавателем физического воспитания в Куйбышевское военное училище связи. В 1944 году попробовал участвовать в местных соревнованиях, по просьбе местных властей был переведён на должность старшего тренера саратовского «Динамо» по штанге.
Несмотря на больную руку, как спортсмен клуба «Красная Армия» Саратов, в 1945 и 1946 годах занял 2-е места на чемпионате СССР, а в 1947 году, как спортсмен «Динамо» Саратов — стал чемпионом СССР и серебряным призёром чемпионата Европы — . В 1948 году опять стал чемпионом СССР, в 1950 году — чемпионом Европы и серебряным призёром чемпионата мира. В 1952 году вновь стал чемпионом СССР, а на Олимпийских играх в Хельсинки завоевал серебряную медаль; известный советский тяжелоатлет Яков Куценко назвал лопатинскую награду «триумфом воли».
После Олимпиады Евгений получил травму руки и прекратил выступления, перейдя на тренерскую работу в спортивном обществе «Динамо». Среди подготовленных им спортсменов был его сын Сергей Лопатин. В разные годы работал также с чемпионом мира Бакиром Фархутдиновым, призёром чемпионата мира Акопом Фараджяном и трёхкратным чемпионом СССР Николаем Ногайцевым.
Умер 21 июля 2011 года в Москве. Похоронен на Николо-Архангельском кладбище.